# Руперт Грејвс
Руперт С. Грејвс (енгл. Rupert S. Graves; рођен 30. јуна 1963. у Сомерсету), је енглески филмски, телевизијски и позоришни глумац. Најпознатији је по својим раним улогама у филмовима Соба с погледом и Морис, као и по недавном раду на улози инспектора Лестрејда у серији Шерлок.